# Rogerius Křepelka
Rogerius Křepelka OFM (?-1811), zkráceně Roger Křepelka byl český františkán, hudebník, písař a představený několika klášterů. Do františkánského noviciátu vstoupil v roce 1763 nebo 1764 a strávil jej v plzeňském klášteře. Tam si v roce 1764 pro svou potřebu opsal latinský výklad Řehole sv. Františka, jak jim jej předkládal novicmistr Alexius Strakele. K němu později doplnil instrukce pro zpěv v chóru, jímž se nejspíš rovněž řeholníci během noviciátu zabývali. Nejpozději roku 1772 byl vysvěcen na kněze, v témže roce však ještě stále studoval. Tehdy (1772) si opsal a zaznamenal přednášky v z morální teologie Medulla Theologiae Moralis. Ve své osobní knihovničce si držel také rukopis duchovních cvičení, který získal stále ještě jako student v roce 1774 po zemřelém spolubratru Theodosiu Depauli. Bratr Depauli náležel na sklonku života k dačickému konventu, kde tehdy zřejmě rovněž Rogerius Křepelka pobýval. V Dačicích se Křepelka podílel na hudební liturgické produkci v chrámu a opsal zde, stejně jako dříve Faustin Kordík a Epiphanius Mařan několik notovaných rukopisů.
Pro potřeby dačického kláštera opsal v roce 1779 rovněž provinční nekrologium českých františkánů. Později zřejmě pobýval v klášteře v Kadani, kde zůstal jím psaný antifonář.
Po získání kněžských i řeholních zkušeností a zřejmě i obliby mezi svými spolubratry se stal Rogerius Křepelka představeným několika klášterů. Na provinční kapitule v září 1803 byl ustanoven kvardiánem v Plzni. Tento konvent vedl rok, kdy se vystřídal se svým zástupcem (vikářem) Wilhelmem Rosipalem a do roku 1806 byl vikářem plzeňského kláštera. Na další řádné provinční kapitule v roce 1806 (konala se každé tři roky) byl Křepelka převeden do Jindřichova Hradce a opět postaven do funkce kvardiána. Rovněž o tři roky později (1809) byla bratru Rogeriovi svěřena funkce klášterního představeného, nyní však zřejmě v Bechyni, kde jako kvardián 15. května 1811 umírá.